# 250 años a la luz de las velas
Utiel 250 años a la luz de las velas es un evento turístico que se celebra en la localidad de Utiel (Valencia, España). Recupera una tradición de Utiel relacionada con un conjuro para deshacer tempestades, ya documentado desde el siglo XV y que llegó a su apogeo en 1764, cuando los colmeneros de Utiel encendieron "tantas luces como abejas había en un enjambre".  
Durante este evento, las calles del Casco Antiguo de Utiel son iluminadas con velas, candiles, antorchas y otras formas de iluminación tradicional. La iluminación crea un ambiente mágico y atractivo, destacando el patrimonio histórico y artístico de la ciudad. Se trata de un fin de semana con mercado de artesanos, bodegas, productos tradicionales, catas, actividades infantiles, galería urbana, exposiciones, actuaciones musicales y miles de velas iluminando todas las calles, plazas y fachadas.

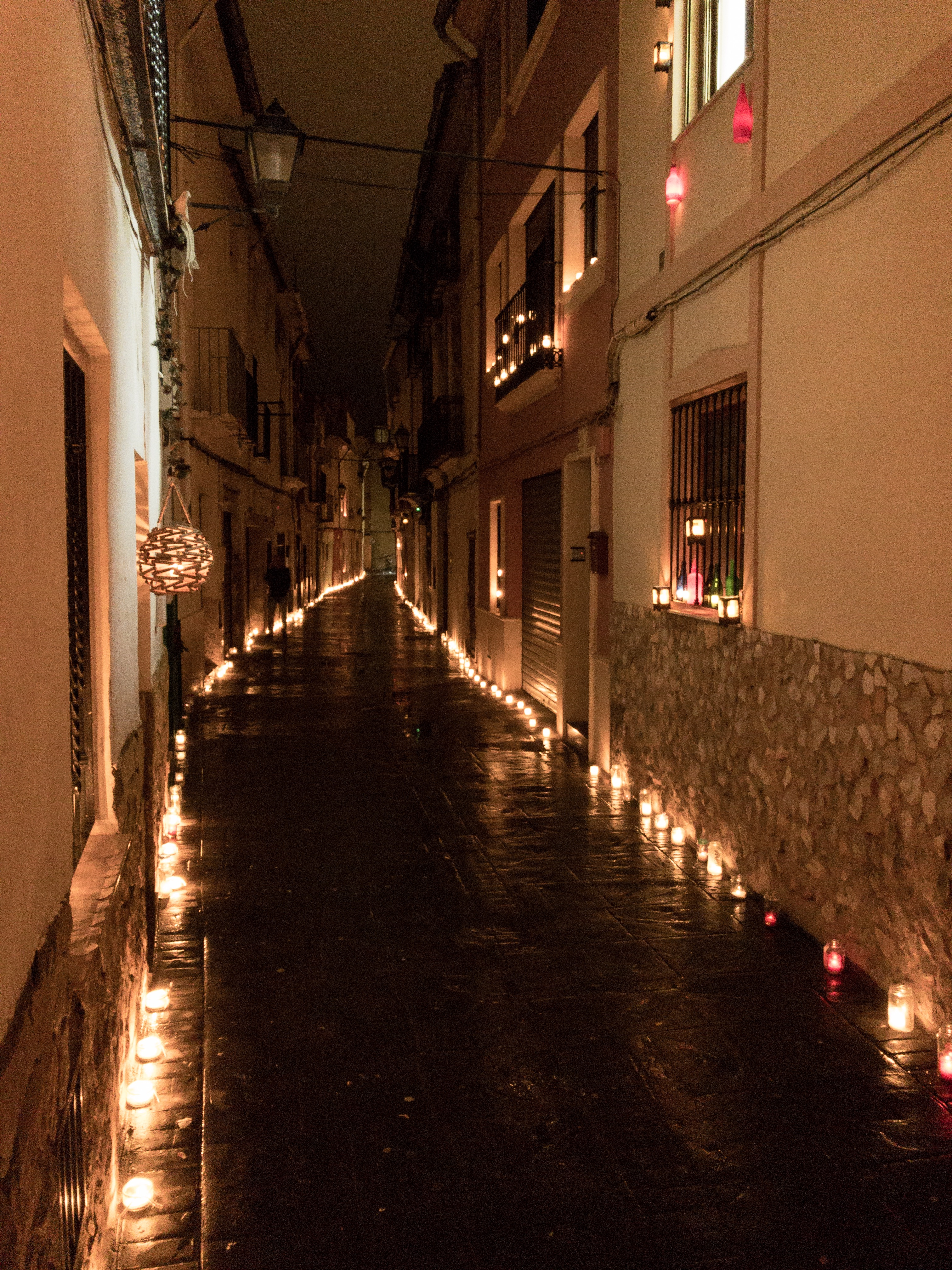
Utiel a La Luz de las velas (33544499743)

## Historia
Se remonta a un acontecimiento histórico concreto ocurrido en 1764, cuando los colmeneros de la villa, ante los males que auguraba una tempestad, encendieron “tantas luces como abejas había en un enjambre”. No obstante, las implicaciones históricas del mismo son más amplias, contando con antecedentes de actividades semejantes alrededor de 1500. Por no olvidar toda la tradición de las luminarias, aún muy desconocidas.

### Cirio Benedictus (1500)
En el año 1500, surge el primer registro sobre el encendido de velas, específicamente el "cirio benedictus", como una práctica para protegerse de tormentas. Miguel Ballesteros Viana, en 1899, destaca esta costumbre en su relato sobre aspectos urbanos, socioeconómicos y festivos de una villa en la transición entre la Edad Media y la Edad Moderna. 
Este comentario constituye la primera referencia conocida de encender velas como protección contra condiciones climáticas adversas en una sociedad agraria. Es notable que el concejo de la villa costeaba esta práctica arraigada en la época. Además, se destaca el uso de campanas y la versatilidad del cirio benedictus, utilizado en festividades específicas como la Candelaria.

### El evento de 1764
Durante el siglo XVIII, Utiel experimentó un estancamiento económico generalizado. La ganadería sufrió una crisis significativa, la industrialización no prosperó, y la agricultura, junto con la apicultura, se convirtieron en los principales sustentos. La Cofradía de Labradores y Colmeneros de San Isidro, establecida en 1775, defendía los intereses de sus socios y promovía las festividades locales.
El número de colmenas era considerable, y la agricultura, centrada en cultivos como lino, azafrán, cáñamo y viñedos, dependía en gran medida de las condiciones climáticas. Sequías, riadas, granizadas y plagas afectaban la producción agrícola y apícola, siendo la lluvia vital para la subsistencia de la comunidad agraria.
En 1764, en respuesta a la petición de los colmeneros, se trasladó la imagen de la Virgen del Remedio a la ciudad para evitar pérdidas de cosechas. Este acto coincidió con la mejora del clima, y como agradecimiento, se iluminó la iglesia de Santa María con numerosas velas, reflejando el fervor religioso de la sociedad.
El evento destaca la importancia de asociaciones gremiales en Utiel, como los colmeneros, antes de la fundación oficial de la Cofradía. También evidencia la relación entre las creencias religiosas y las condiciones climáticas, utilizando procesiones y rogativas como medidas para influir en el clima. Aunque no se tienen más noticias específicas de rogativas climáticas, se sugiere que la práctica pudo repetirse en años posteriores, indicando la fuerte conexión entre la fe, la superstición y las condiciones meteorológicas en el siglo XVIII en Utiel.

### Luminarias
Tanto el Cirio Benedictus como la rogativa de 1764 en Utiel revelan una tradición arraigada y practicada históricamente, conocida como luminarias. Aunque el término no abarca completamente todos los significados asociados en Utiel, estas prácticas deben entenderse en el contexto social agrario, buscando protección divina contra la oscuridad y las adversidades climáticas que amenazaban las cosechas.
Las luminarias eran luces colocadas en ventanas, torres y calles como señal de celebración pública. En Utiel, estas prácticas incluían hogueras, antorchas, velas y candiles en eventos festivos y procesiones, como la bajada de la Virgen del Remedio. Aún hoy, ciertas reminiscencias de estas tradiciones se observan en lugares como el Callejón del Candil.
Además de las luminarias, existen otros actos visuales, como fuegos artificiales y luces eléctricas, que evocan la misma idea de luz y celebración. Estos elementos visuales, junto con las luminarias tradicionales, reflejan la importancia de transformar la oscuridad en luz en una sociedad donde la noche carecía de iluminación.
Un concepto mágico-simbólico relacionado es el de "partir el nulo", una antigua superstición arraigada en la región de Utiel. Esta creencia vincula el encendido de velas con la disipación de nubarrones amenazantes, buscando protección divina frente a tempestades. Aunque no se ha documentado su continuación en los siglos XIX y XX, rituales similares, como arrojar migas de pan bendito para disolver nubarrones, han perdurado en la región.
Además, la importancia de la luz se relaciona con eventos festivos invernales, como las hogueras de San Juan, que simbolizan la victoria de la luz sobre la oscuridad. Esta conexión entre la luz y la protección divina refleja la rica tradición mágico-simbólica de la sociedad agraria en Utiel a lo largo de los siglos.

## Evento turístico actual
La iniciativa "Utiel, 250 años a la luz de las velas" surge en respuesta al contexto socioeconómico de Utiel desde mediados del siglo XX. Después de un periodo de crecimiento demográfico y económico impulsado por la viticultura y el comercio, la ciudad experimenta un estancamiento marcado por la incapacidad de la reconversión industrial y el despoblamiento rural.
A pesar de una pérdida demográfica moderada, Utiel enfrenta la falta de un tejido laboral sólido, debilitado por el éxodo rural y la ausencia de inversión en nuevos sectores económicos. El turismo, a pesar de ser una fuente potencial de desarrollo, ha sido subestimado y carece de apoyo tanto de entidades públicas como privadas.
El descontento ciudadano, exacerbado por la crisis económica de 2008, refleja una falta de aprovechamiento de las oportunidades turísticas disponibles en Utiel.  Este malestar se manifiesta en debates en redes sociales, evidenciando la necesidad de revitalizar la economía local a través de iniciativas como "Utiel a la luz de las velas".
La revolución tecnológica de las últimas décadas, impulsada por las redes sociales, ha generado cambios significativos en la comunicación y las interacciones sociales. En el contexto de Utiel, estas plataformas, especialmente Facebook, han desempeñado un papel crucial en la cohesión interna de la comunidad. A partir de la creación de un grupo de Facebook de Utiel en 2013, este grupo se ha convertido en un foro activo y persistente para que la ciudadanía exprese su descontento y se conecte con personas que comparten ideas similares.
Antonio Henares Iranzo, impulsor de la iniciativa, convoca a una reunión en octubre de 2014 con el objetivo de compartir ideas y proyectos para revitalizar la ciudad. Después de varias reuniones y debates en las redes sociales, la idea de un evento turístico centrado en la iluminación con velas toma fuerza, inspirada en el acontecimiento histórico de 1764 que dio a conocer Carlos Javier Gómez Sánchez. Finalmente, el proyecto "Utiel, 250 años a la luz de las velas" se presenta como una iniciativa para iluminar la ciudad en busca de una recuperación económica, siguiendo la tradición de los antepasados.